# Cabo de Palos
Cabo de Palos är en udde i Spanien.   Den ligger i provinsen Murcia och regionen Murcia, i den sydöstra delen av landet, 400 km sydost om huvudstaden Madrid.
Terrängen inåt land är platt. Havet är nära Cabo de Palos österut. Närmaste större samhälle är Atamaría, 11,1 km väster om Cabo de Palos. 